# Нойбулах
Нойбулах (нем. Neubulach, шва. Bulich) — немецкий город в районе Кальв в федеральной земле Баден-Вюртемберг в Германии, целебно-климатический курорт (нем. Luftkurort) и фахверковый город. Он принадлежит к популярному туристическому региону Северный Шварцвальд и также часть крупнейшего природного парка Германии по состоянию 2021 года — Шварцвальд Средний/Северный (нем. Naturpark Schwarzwald Mitte/Nord).
Подчинён административному округу Карлсруэ. Население составляет 5 741 человека (на 31 декабря 2020 года). Занимает площадь 24,69 км². Официальный код — 08 2 35 047.

## География
Нойбулах расположен в отпускном регионе Тайнахталь в северном Шварцвальде. Ближайшие районные центры находятся в 11 километрах — Кальв и в 18 километрах — Нагольд. Столица федеральной земли, Штутгарт, примерно в 50 километрах.
Он окружен соседними общинами Бад-Тайнах Цавельштайн на севере, Гольцброн на востоке, Вильдберг на северо-востоке, Эбхаусен на юге и Альтенштайг на юго-западе. Вместе с соседней деревней Бад-Тайнах Цавельштайн Нойбулах двойной (маленький) центр.
Город подразделяется на 5 городских районов: Альтбулах, Либельсберг, Мартинсмос, Нойбулах и Оберхаугштет. Самый старый район — Альтбулах (бывший Альтенбулах).

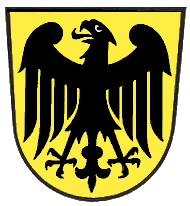
Нойбулах – старый герб
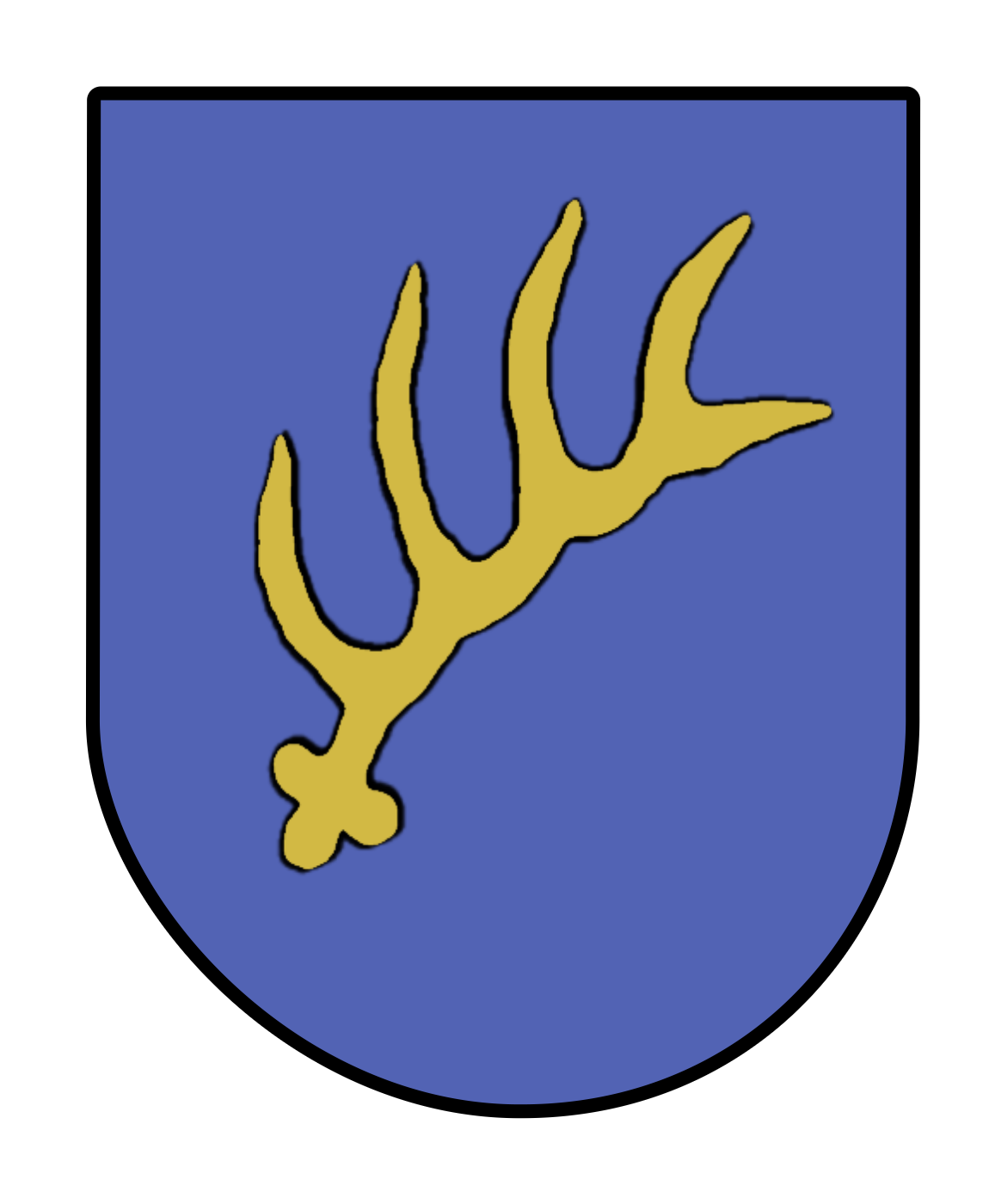
Алтьбулах
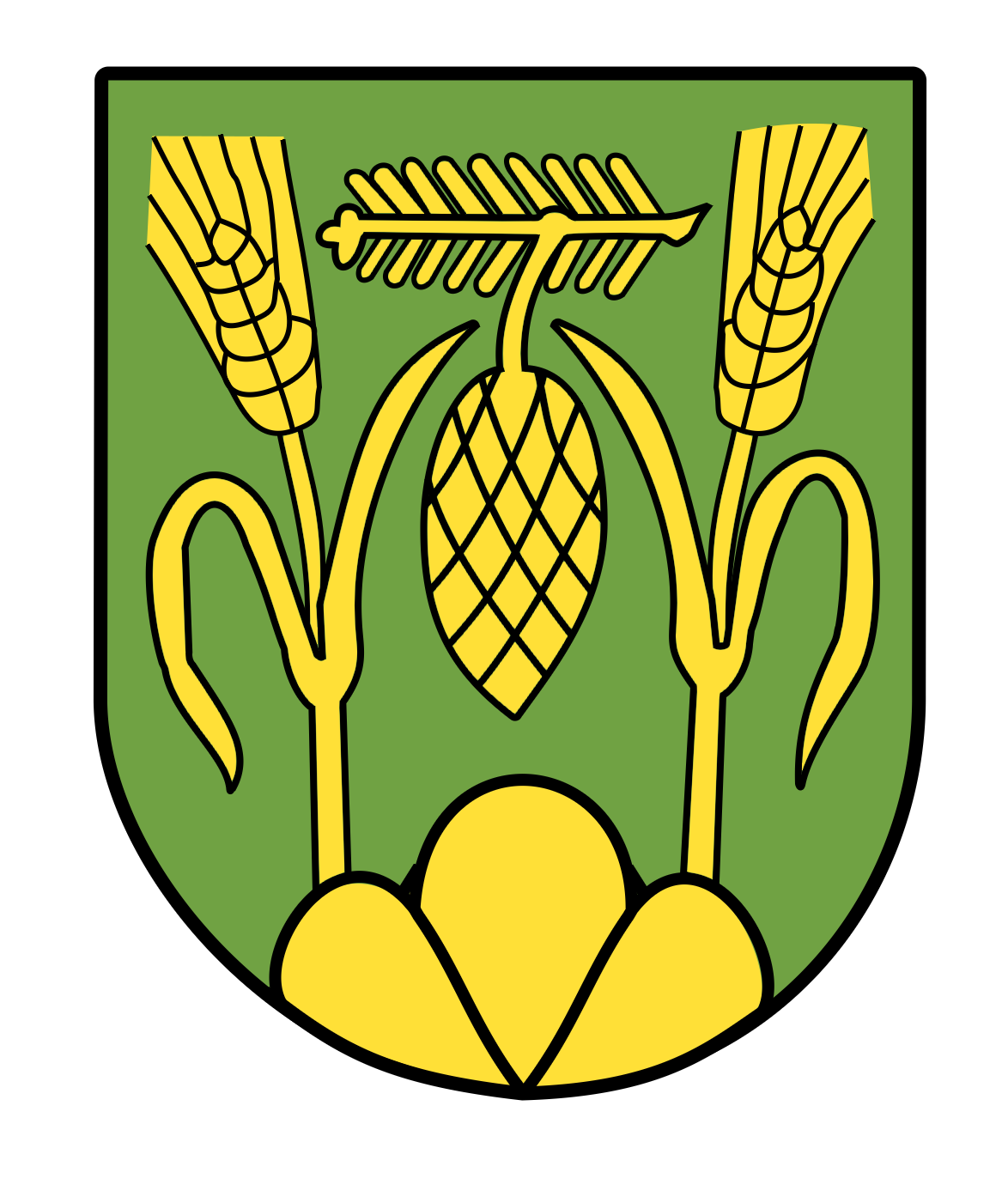
Либельсберг
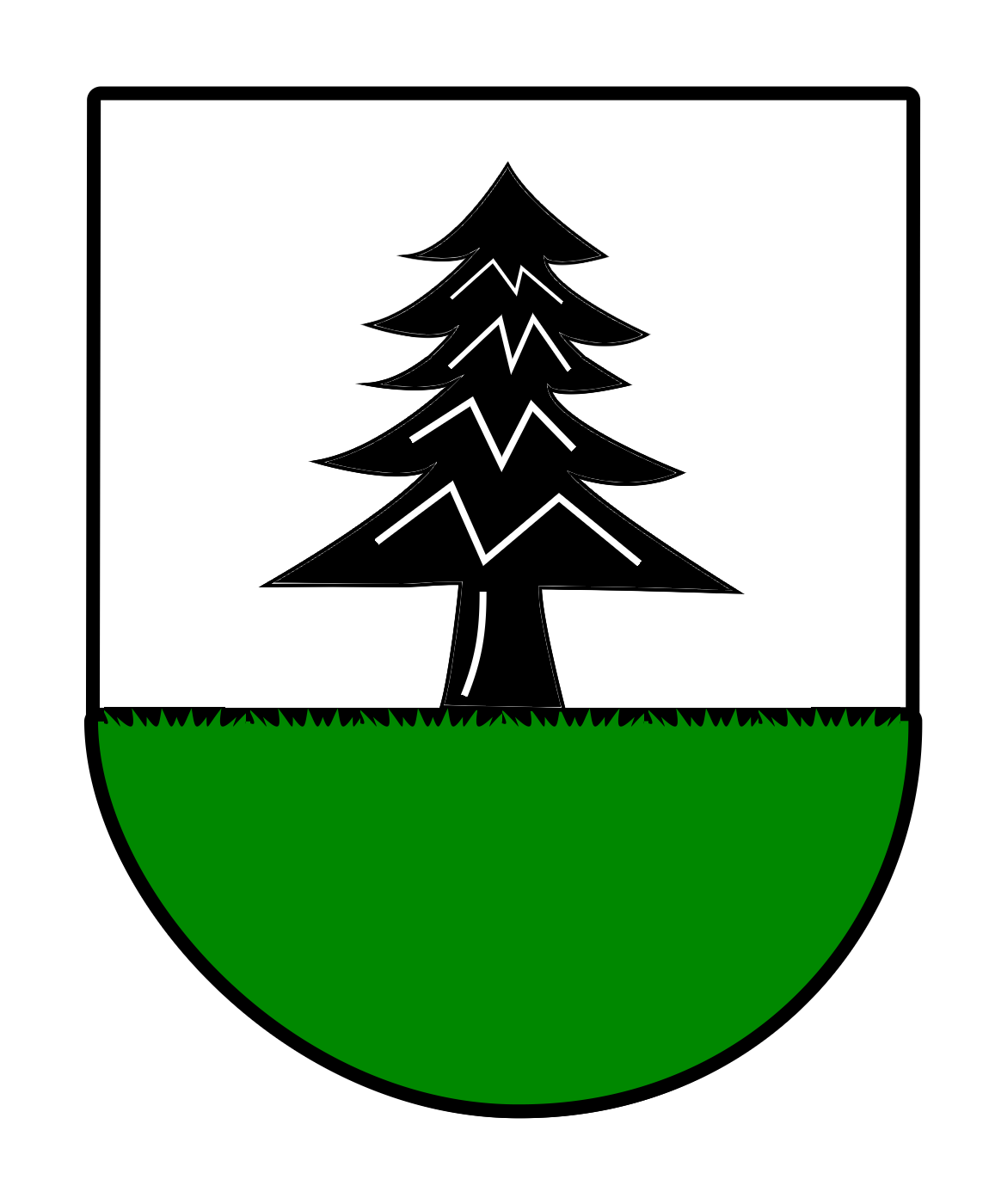
Мартинсмос
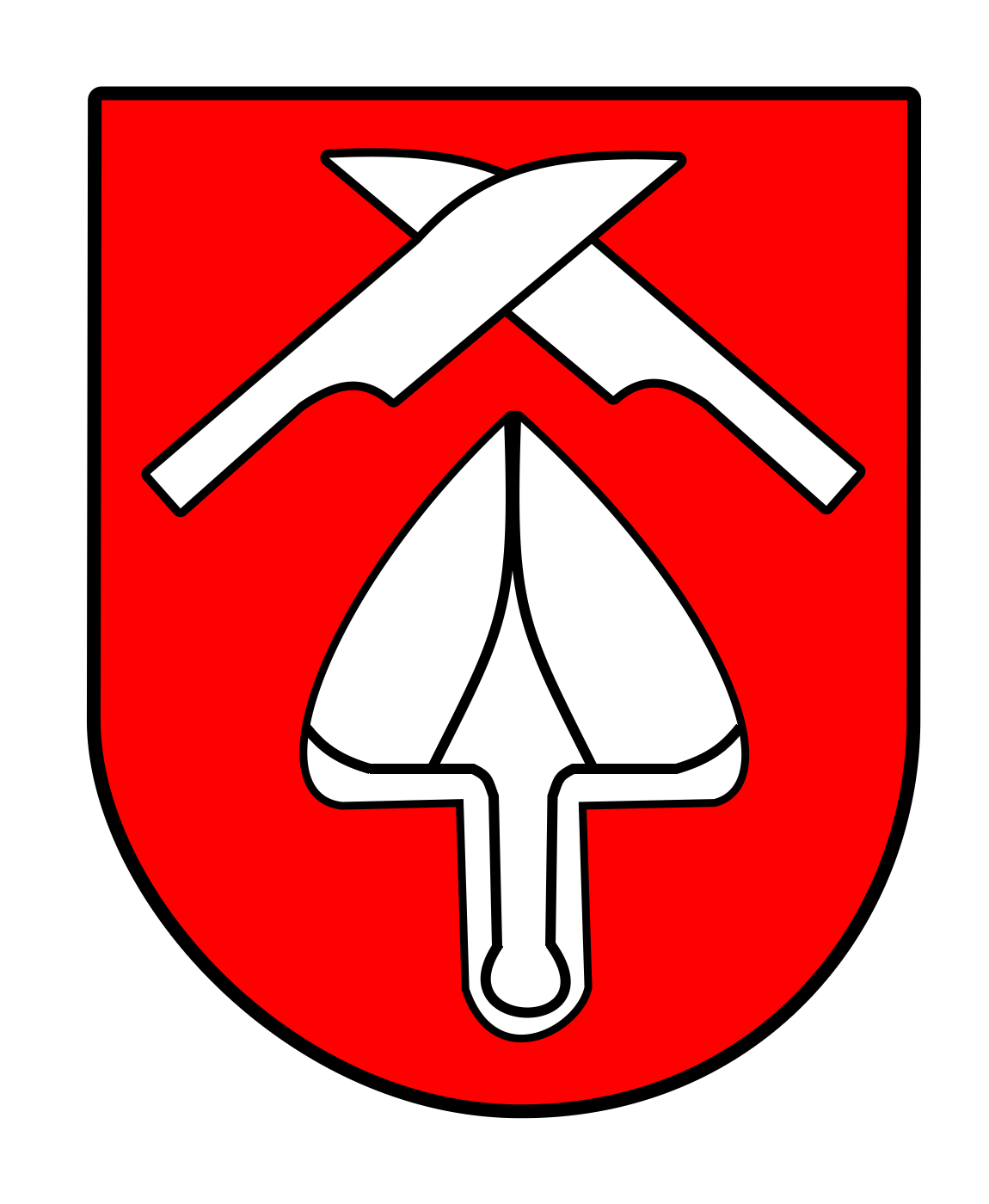
Оберхаугштет

## История города
1100 н. э.: начало добычи серебра южно-немецким дворянским родом ПфальцграфовТюбингена
1220 н. э. основание города
1364: расцвет серебряной шахты
1280: латинская школа
1326: первый великий пожар города
1505: великий пожар
1558: ярмарка и еженедельный рынок
1875: муниципальная реформа
1982: климатический курорт
1919—1923: горнодобыча висмута
1927: конец 900-летней традиции горнодобычи
1970: открытие штольни «Хелла Глюк» для посещения
1972: начало терапии бронхиальной астмы в штольне «Хелла Глюк»
2004: целебно-климатический курорт

## Население
| Год  | Численность | Численность |
| ---- | ----------- | ----------- |
| 1961 | 2838        | [ 5 ]       |
| 1962 | 2925        | [ 5 ]       |
| 1963 | 2957        | [ 5 ]       |
| 1964 | 3034        | [ 5 ]       |
| 1965 | 3082        | [ 5 ]       |
| 1966 | 3172        | [ 5 ]       |
| 1967 | 3199        | [ 5 ]       |
| 1968 | 3189        | [ 5 ]       |
| 1969 | 3289        | [ 5 ]       |
| 1970 | 3293        | [ 5 ]       |
| 1971 | 3344        | [ 5 ]       |
| 1972 | 3400        | [ 5 ]       |
| 1973 | 3471        | [ 5 ]       |
| 1974 | 3474        | [ 5 ]       |
| 1975 | 3428        | [ 5 ] [ 6 ] |
| 1976 | 3482        | [ 5 ]       |
| 1977 | 3534        | [ 5 ]       |
| 1978 | 3585        | [ 5 ]       |
| 1979 | 3634        | [ 5 ]       |
| 1980 | 3721        | [ 5 ]       |
| 1981 | 3773        | [ 5 ]       |
| 1982 | 3828        | [ 5 ]       |
| 1983 | 3846        | [ 5 ]       |
| 1984 | 3867        | [ 5 ]       |
| 1985 | 3873        | [ 5 ]       |
| 1986 | 3905        | [ 5 ]       |
| 1987 | 3970        | [ 5 ]       |
| 1988 | 4027        | [ 5 ]       |
| 1989 | 4203        | [ 5 ]       |
| 1990 | 4368        | [ 5 ]       |
| 1991 | 4517        | [ 5 ]       |
| 1992 | 4680        | [ 5 ]       |
| 1993 | 4816        | [ 5 ]       |
| 1994 | 4947        | [ 5 ]       |
| 1995 | 5024        | [ 5 ]       |
| 1996 | 5103        | [ 5 ]       |
| 1997 | 5107        | [ 5 ]       |
| 1998 | 5166        | [ 5 ]       |
| 1999 | 5219        | [ 5 ]       |
| 2000 | 5248        | [ 5 ]       |
| 2001 | 5317        | [ 5 ]       |
| 2002 | 5405        | [ 5 ]       |
| 2003 | 5472        | [ 5 ]       |
| 2004 | 5535        | [ 5 ]       |
| 2005 | 5524        | [ 5 ]       |
| 2006 | 5543        | [ 5 ]       |
| 2007 | 5501        | [ 5 ]       |
| 2008 | 5506        | [ 5 ]       |
| 2009 | 5554        | [ 5 ]       |
| 2010 | 5532        | [ 5 ]       |
| 2011 | 5448        | [ 5 ]       |
| 2012 | 5420        | [ 5 ]       |
| 2013 | 5448        | [ 5 ]       |
| 2014 | 5470        | [ 5 ]       |
| 2017 | 5589        | [ 7 ]       |
| 2019 | 5624        | [ 8 ]       |
| 2021 | 5790        | [ 9 ]       |
| 2022 | 5796        | [ 10 ]      |
| 2023 | 5815        | [ 11 ]      |

## Экономика
Компании, которые представлены в Нойбулахе:

### Промышленные предприятия
- Bo-Tec GmbH, машиностроение
- Friedrich Duss Maschinenfabrik GmbH & Co. KG[нем.], производство бормашин
- FiMAB GmbH & Co. KG, машиностроение, отработка листового металла
- Harry à Wengen Hydraulik GmbH & Co. KG, изготовление цилиндров
- Mehlhorn GmbH, производство крацовок и проволочных щёток
- Thomas Reutter GmbH, машиностроение, отработка листового металла
- Trützschler Card Clothing GmbH[нем.], производство игольчатых гарнитур и проволок
- vapic GmbH, строение промышленных вакуумно-очистных устройств для строительных элементов
- WEKA Elektrowerkzeuge KG, производитель электроинструментов

### Логистика и транспорт
- Hermes[нем.]
- DHL, филиал
- SSH-Schwenker Spedition GmbH и также Schwenker Tankstelle (заправочная станция), экспедиторская компания

### Туристическое агентство
- Teinachtal-Reisen G.Maier GmbH & Co. KG, транспортное предприятие и организатор туристических поездок

### Автосервисы, техосмотр и торговля автомобилями
- ATB Dieter Braun, торговец SEAT, авторемонтная мастерская
- KFZ-Handel & Technik Volz, авторемонтная мастерская, купля-продажа автомобилей, служба эвакуации аварийных машин
- Peters Car Service GmbH, авторемонтная мастерская c моечной установкой

### Банки
- Raiffeisenbank im Kreis Calw eG[нем.]
- Sparkasse Pforzheim-Calw[нем.]

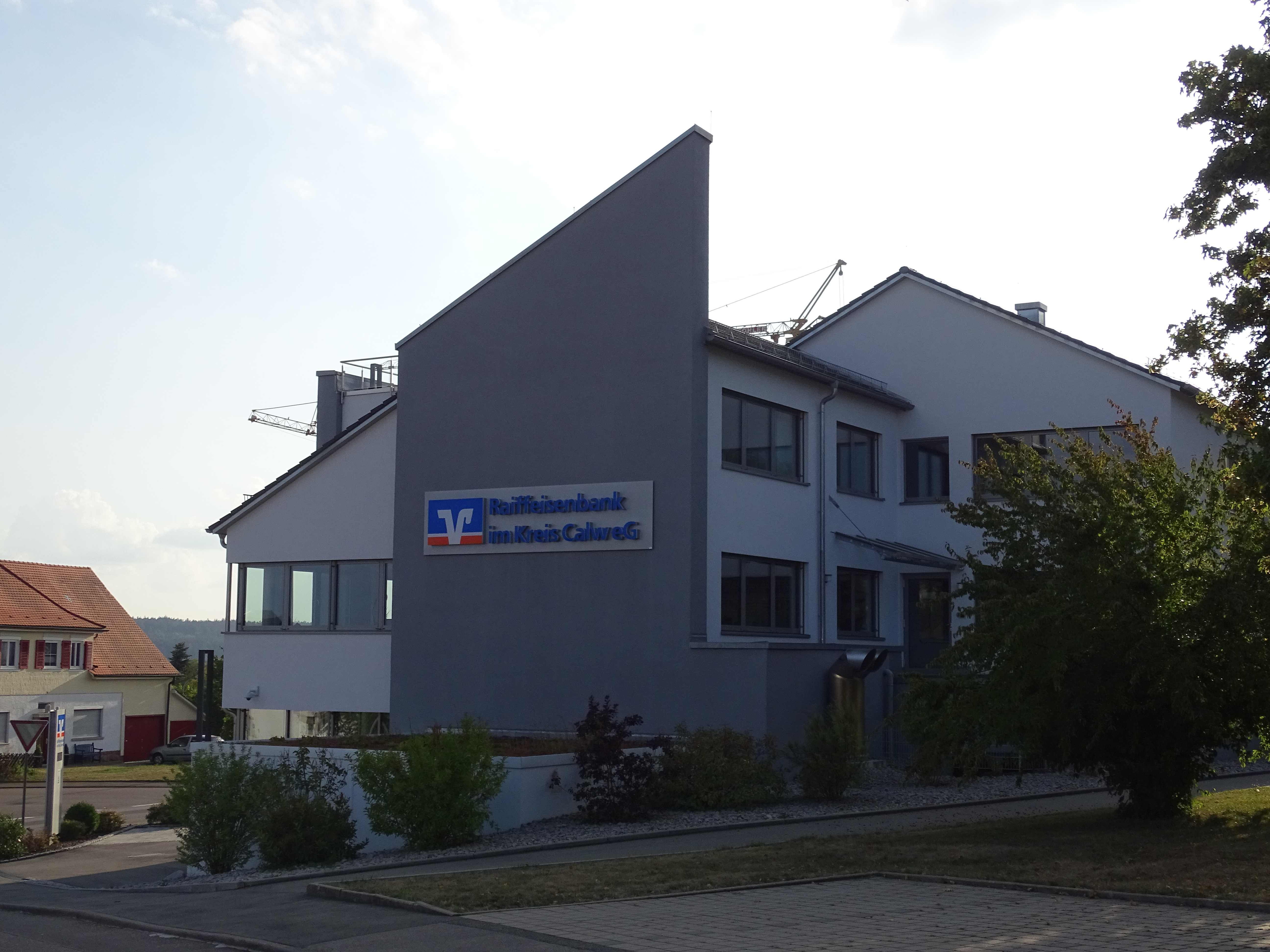
Филиал Raffeisenbank на главной улице
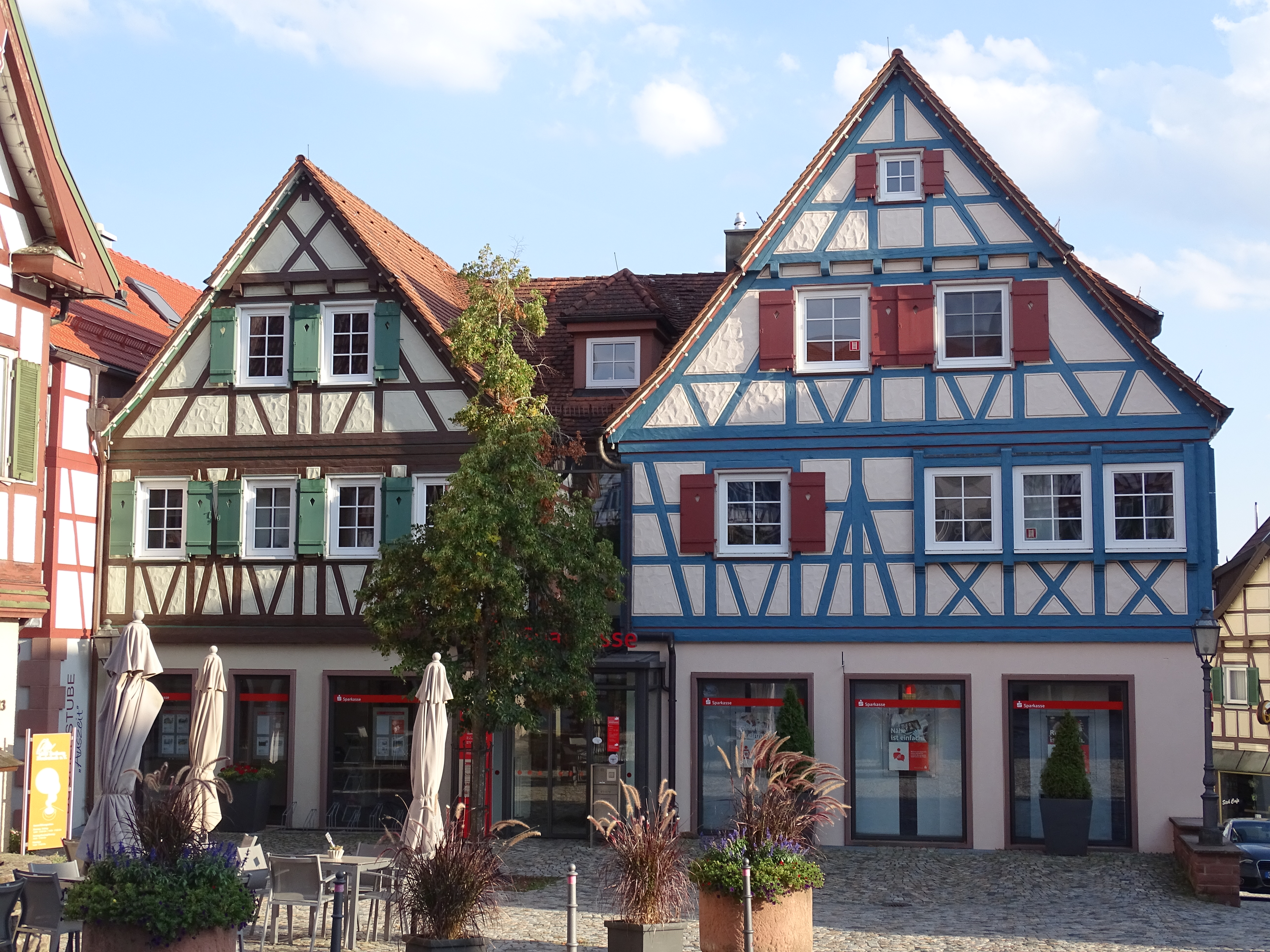
Филиал Sparkasse на рыночной площади

### Флористика и садоводство
- Blatt & Blüte, флористика
- Kärcher, садоводство и ландшафтное строительство[нем.]
- Roller Manfred Gärtnerei, садоводство

### Одежда, обувь и спорттовары
- Die Schwarzwälderin, национальные костюмы[нем.] для всех возрастов
- Glückspilz, секонд-ханд для детей, индивидуальные подарки, отборные марки игрушек
- Schuhhaus Claus, обувной магазин с ортопедией и подиатрией
- Sport Auer, спортивная мода и спорттовары

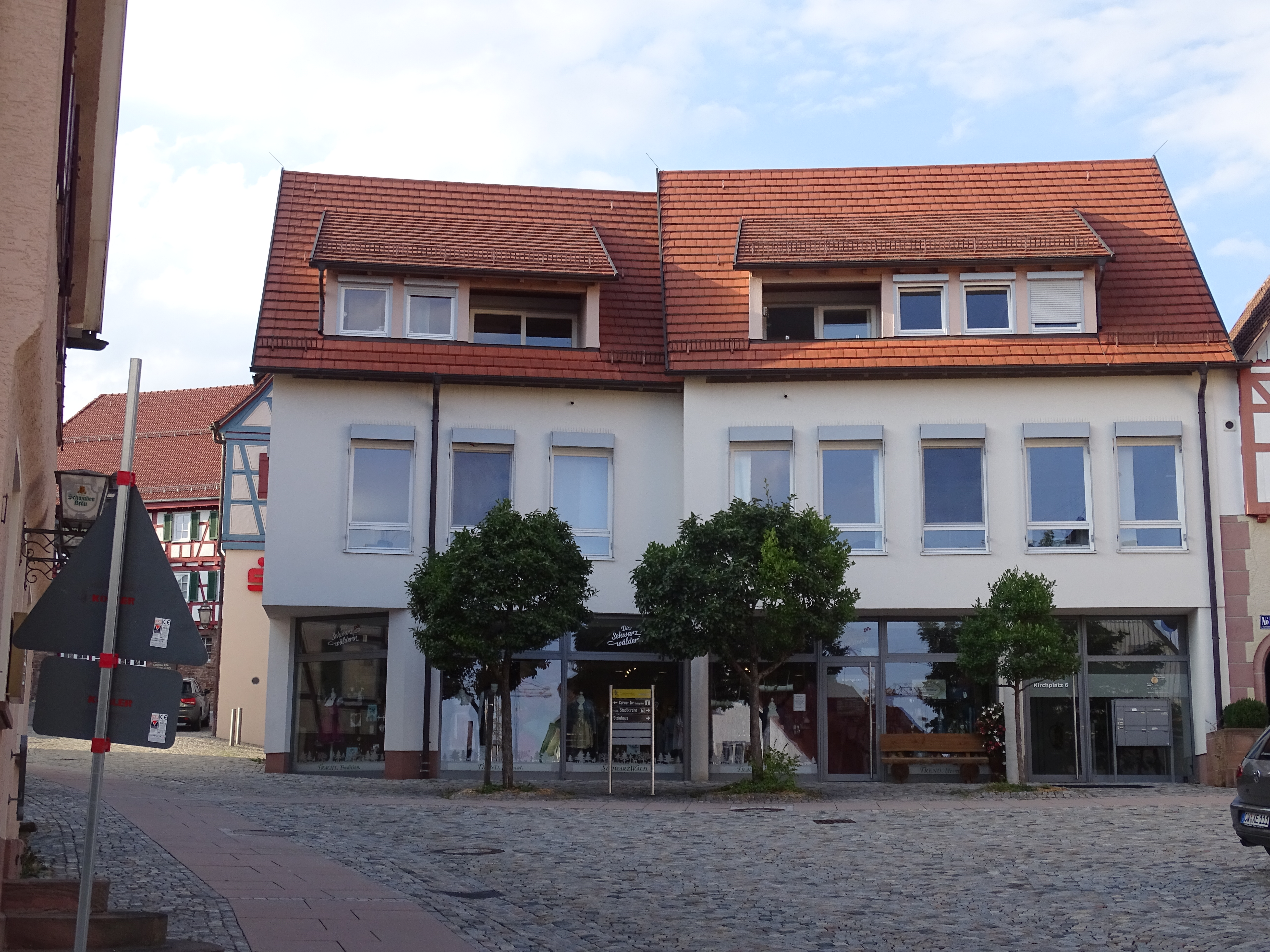
Магазин национальных костюмов Die Schwarzwälderin

### Книготорговля
- Bulicher Bücherkiste, книги и подарки
- Christliche Bücherstube, христианская литература, диски, открытки и подарки

### Гастрономия
- Ali Baba Kebap, турецкая закусочная
- Café Altes Rathaus Neubulach e.V., культурное кафе
- Brauhaus Rössle, стольная, пивоварня и пивная с садом (швабская кухня)[12]
- Campingstüble Erbenwald, столовая и пивная с садом (буржуазная, региональная и средиземноморская кухня)
- Eis & Cafe, кафе-мороженое
- Gasthaus Krone, гостинца и мясная лавка (швабская кухня)
- Landgasthof Löwen, 4-звездночный отель и ресторан (региональная, швабская кухня)
- Metzgerei Seeger und Landgasthof Sonne, мясная лавка, гостиница и пивная с садом
- Pizza Kebap Haus Neubulach, турецкая закусочная
- Pizzeria Dächle, итальянская пиццерия
- Ristorante Pizzeria Il Cavallino, итальянский ресторан и пиццерия

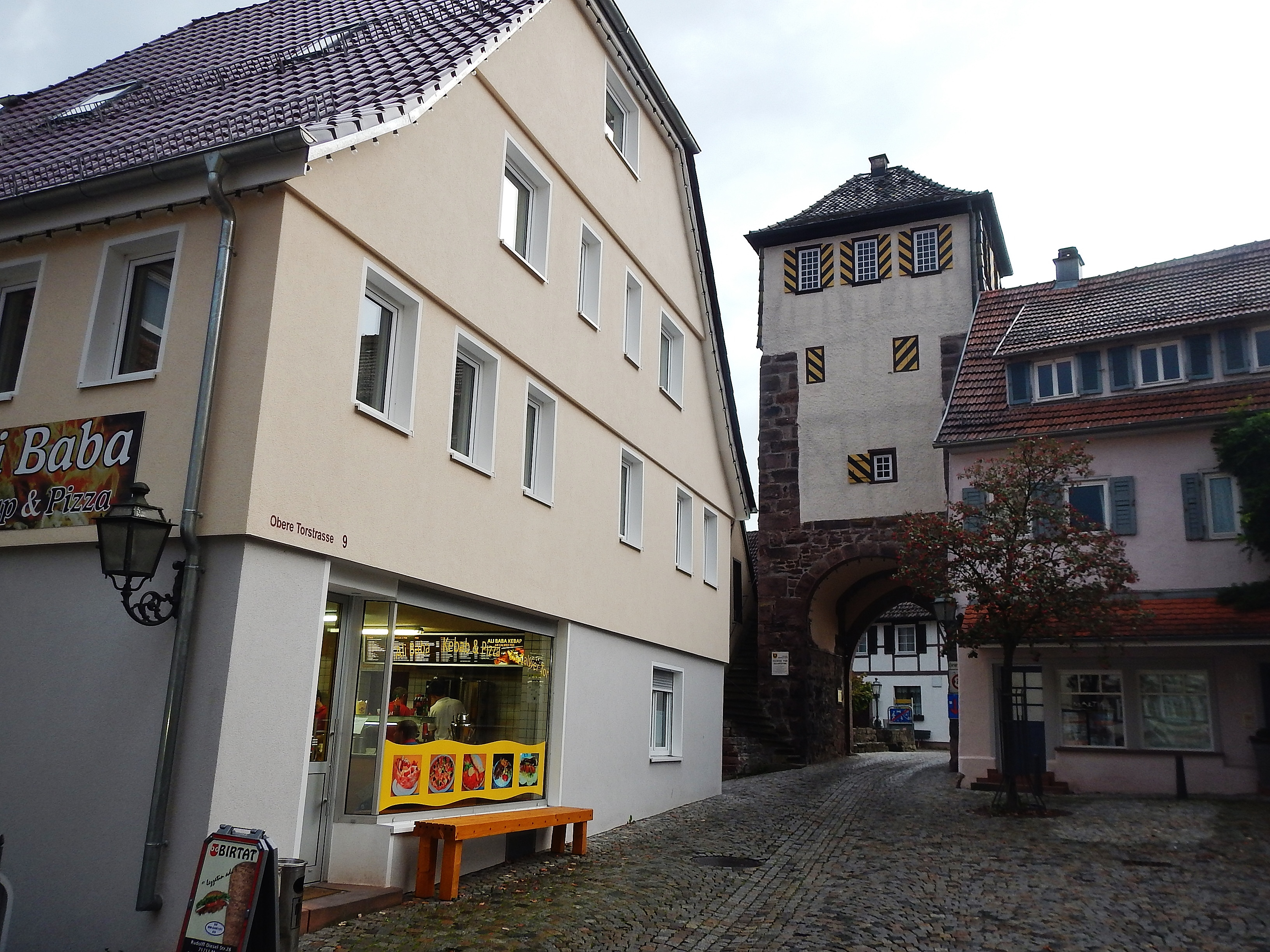
Турецкая закусочная Alibaba возле кальвских ворот
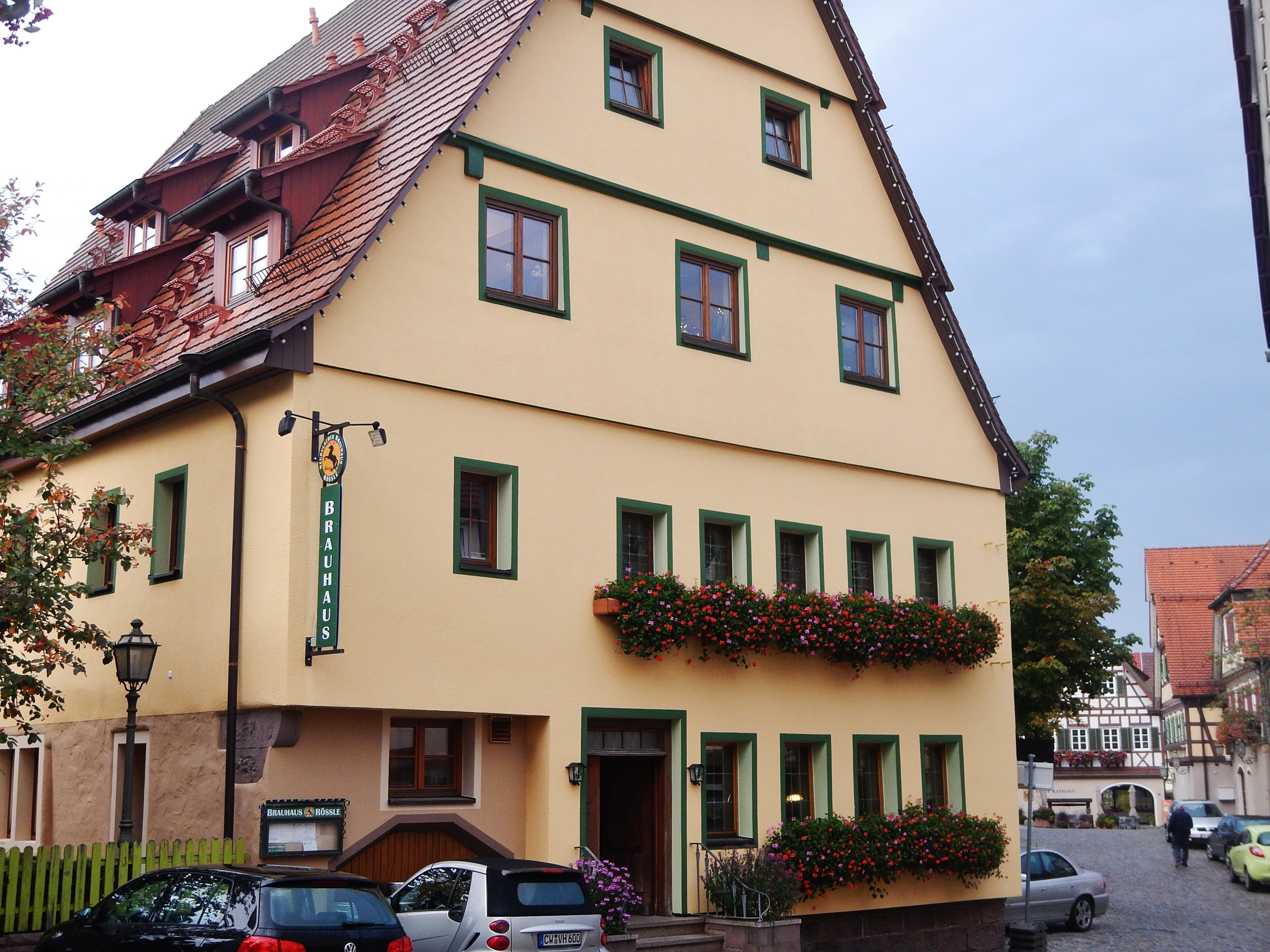
Пивоварня Rössle
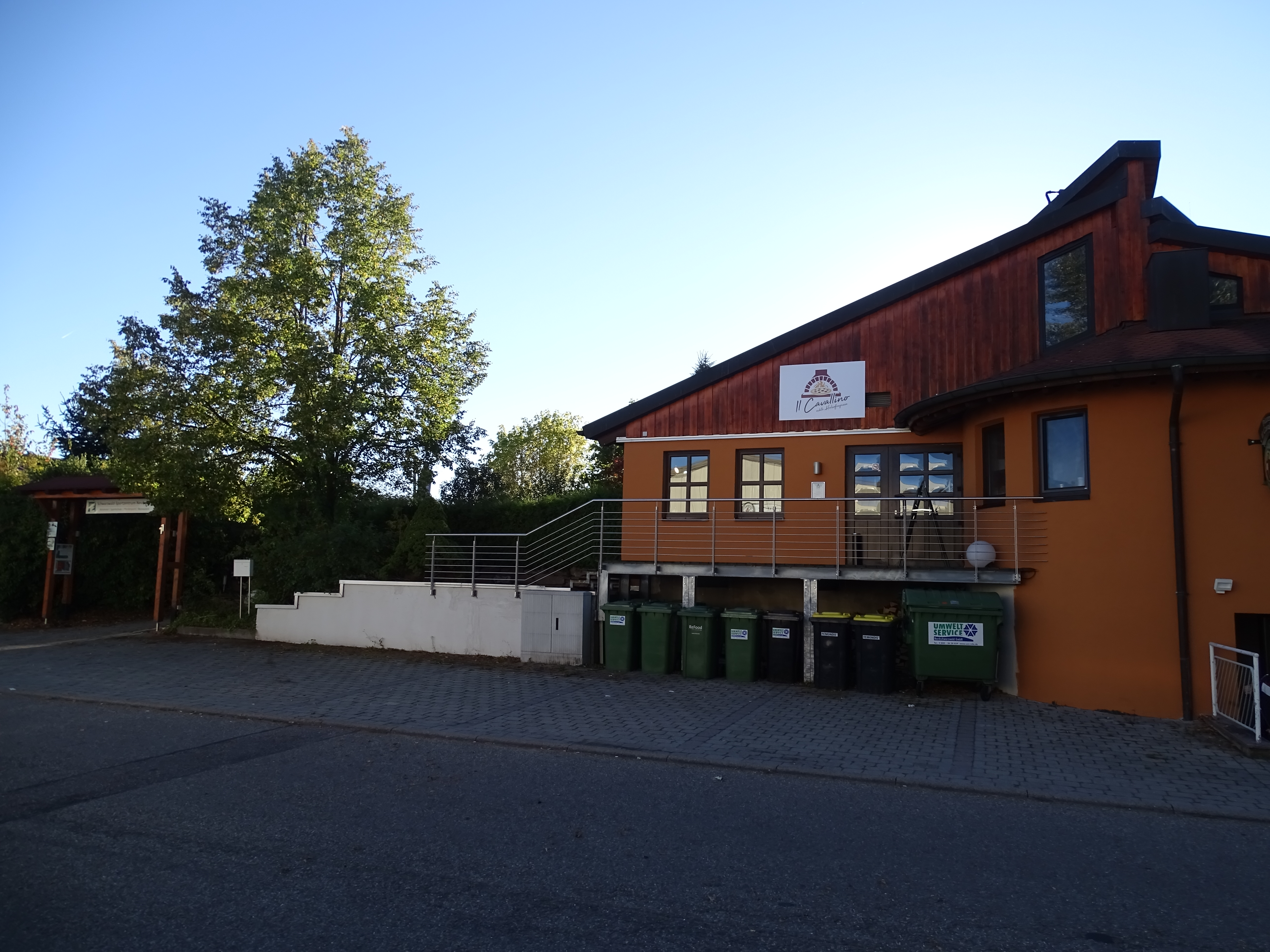
Итальянский ресторан и пиццерия Il Cavalino

### Булочные
- Bäckerei Roller Konditorei, пекарня и кондитерская
- Bäckerei & Konditorei Raisch GmbH & Co. KG, пекарная, кондитерская и кафе
- K & U Bäckerei GmbH[нем.] (внутри супермаркета EDEKA)
- Sehne Backwaren KG[нем.] (внутри супермаркета Netto)

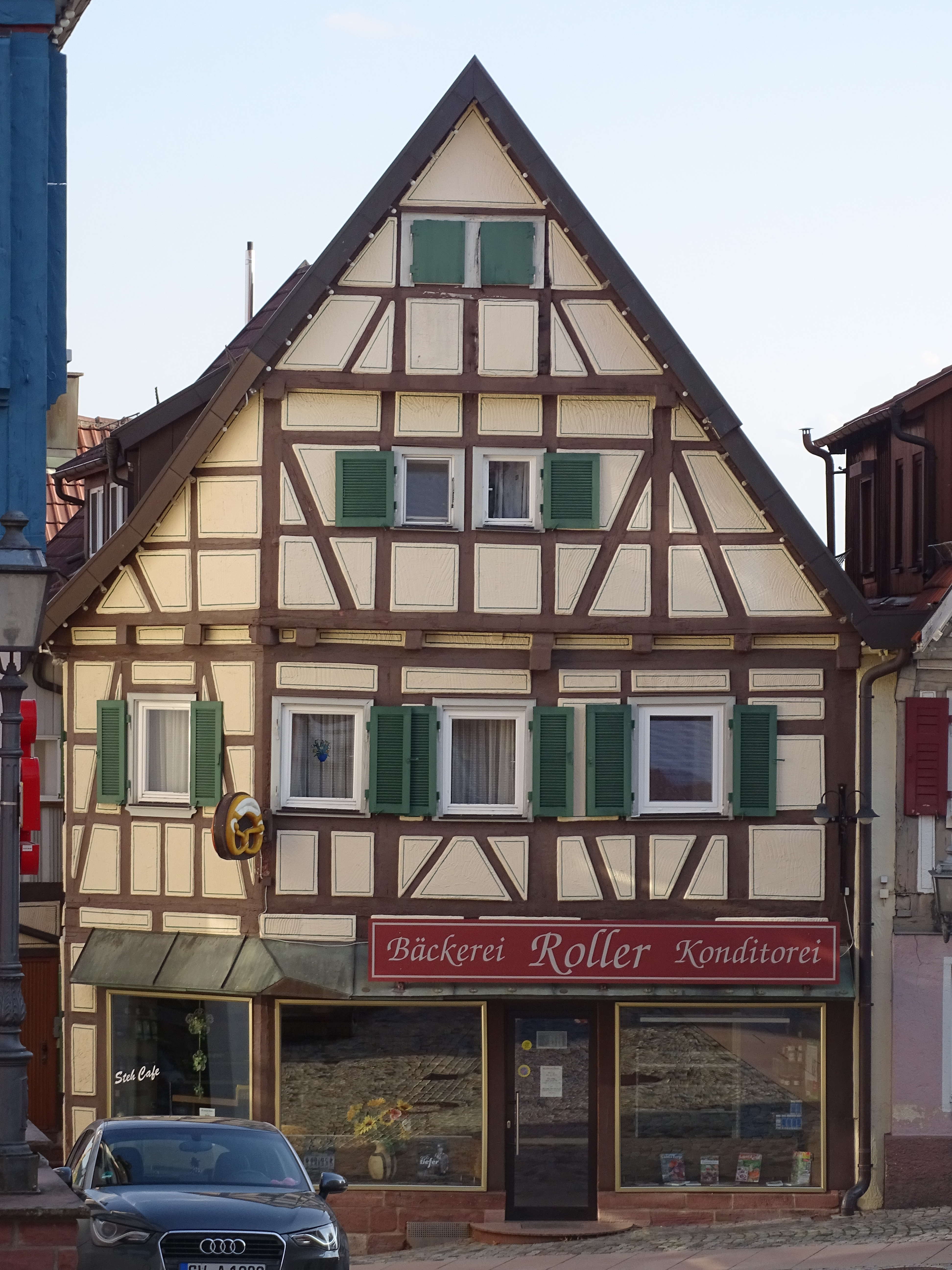
Пекарная и кондитерская Roller на рыночной площади

### Супермаркеты и магазин парфюмерно-галантерейных и аптекарских товаров
- Edeka[нем.]
- Netto Marken-Discount
- Rossmann
- Stadt-Apotheke Neubulach, городская аптека

## Культура и достопримечательности

### Серебряная шахта с штольней
Прежде всего интересна средневековая шахта c штольней Хелла Глюк (нем. Hella Glück) для посещения. 

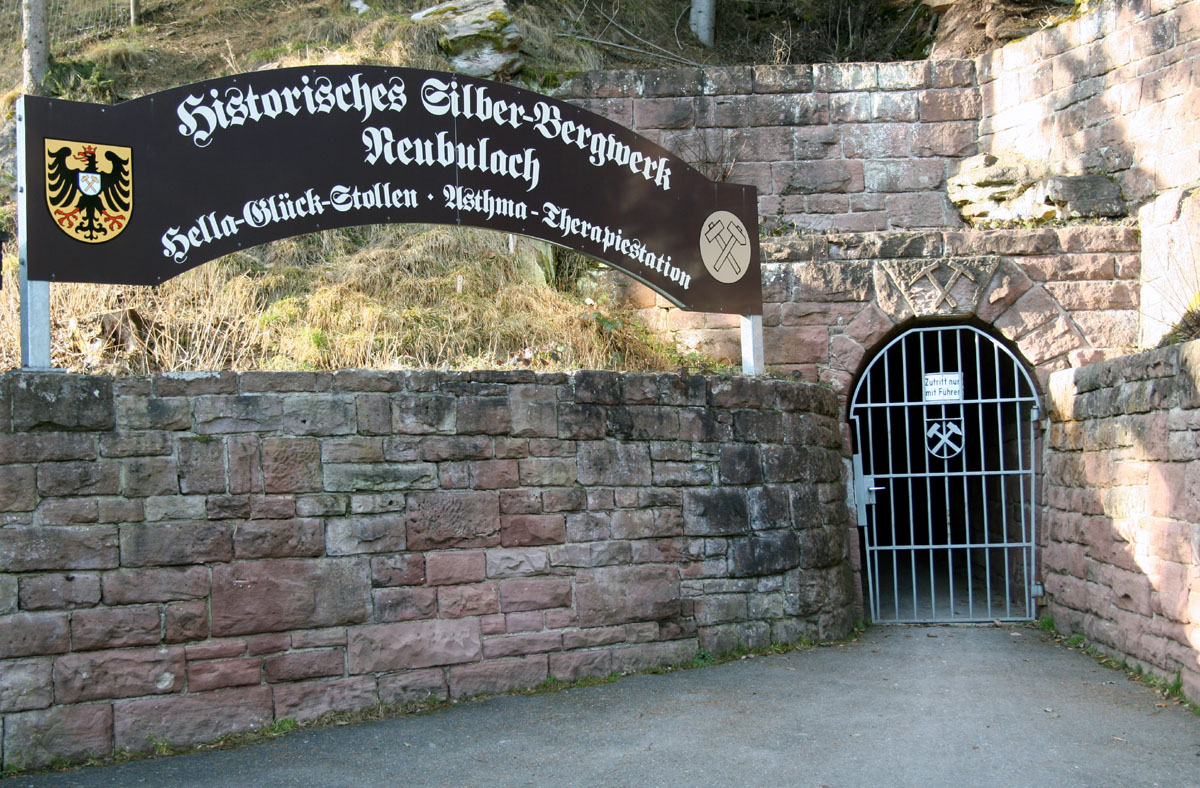
Историческая серебряная шахта

### Музеи
- Минералогический музей[13] находится в бывшем горном управлении (нем. Bergvogtei) рядом с новой ратушей.
- Музей имени Альберта Фольца, Альтбулах[14]
- «Каменный дом» (нем. Steinhaus) — единственное здание, которое сохранилось после пожара 1505 года. В нём находится маленький музей с обувной мастерской.[15]

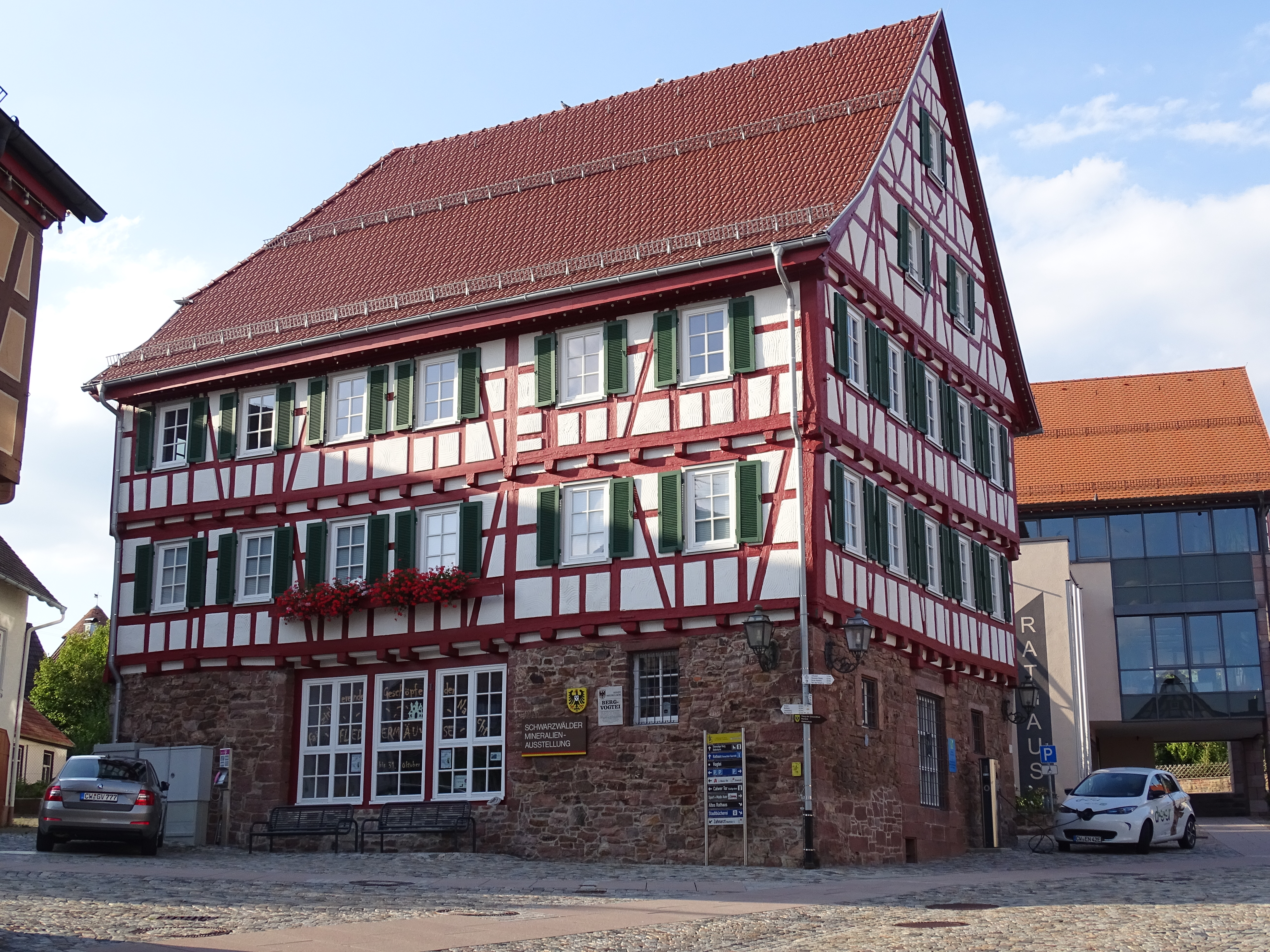
Минералогический музей
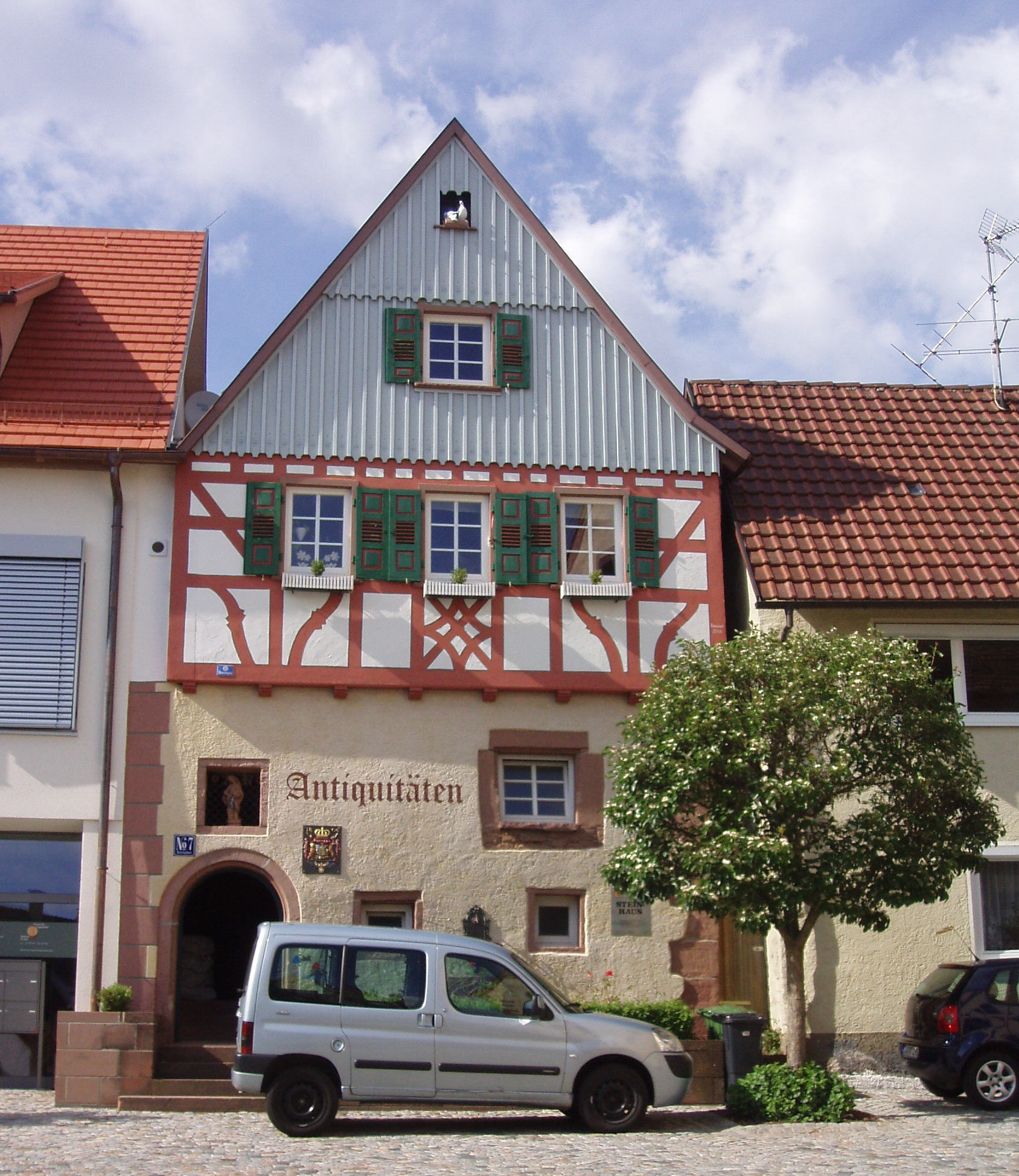
Каменный дом

### Здания
- Кальвские ворота (нем. Calwer Tor)[16] — символ Нойбулаха. До 1907 года башня была местной тюрьмой.
- Историческая городская стена
- Фахверковые дома в центре города
- Старая ратуша (нем. Altes Rathaus) была построена в 1604 году и использовалась как ратуша до 2005 года. Сегодня в ней находятся городская библиотека и культурное кафе.[15]
- Бывшая крепость была разрушена и восстановлена два раз после пожара в 1505 и 1790 году. С 1562 до 1570 года в ней жил вюртембергский реформатор Иоганн Бренц. Сегодня она частный дом.[15]
- Водонапорная башня — символ Либельсберга[17]
- Дибстурм («башня воров»)[15]

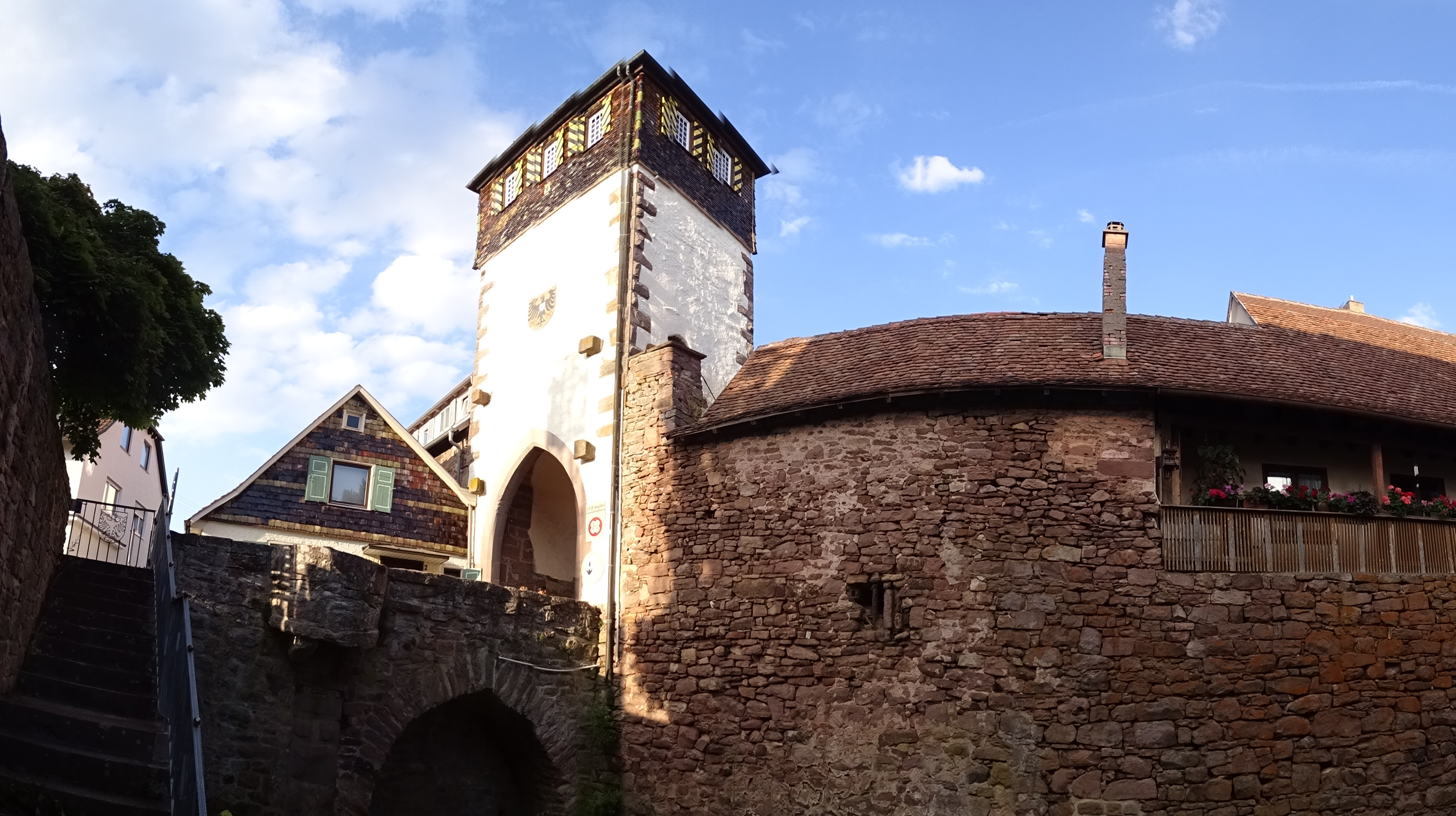
Кальвские ворота и городская стена
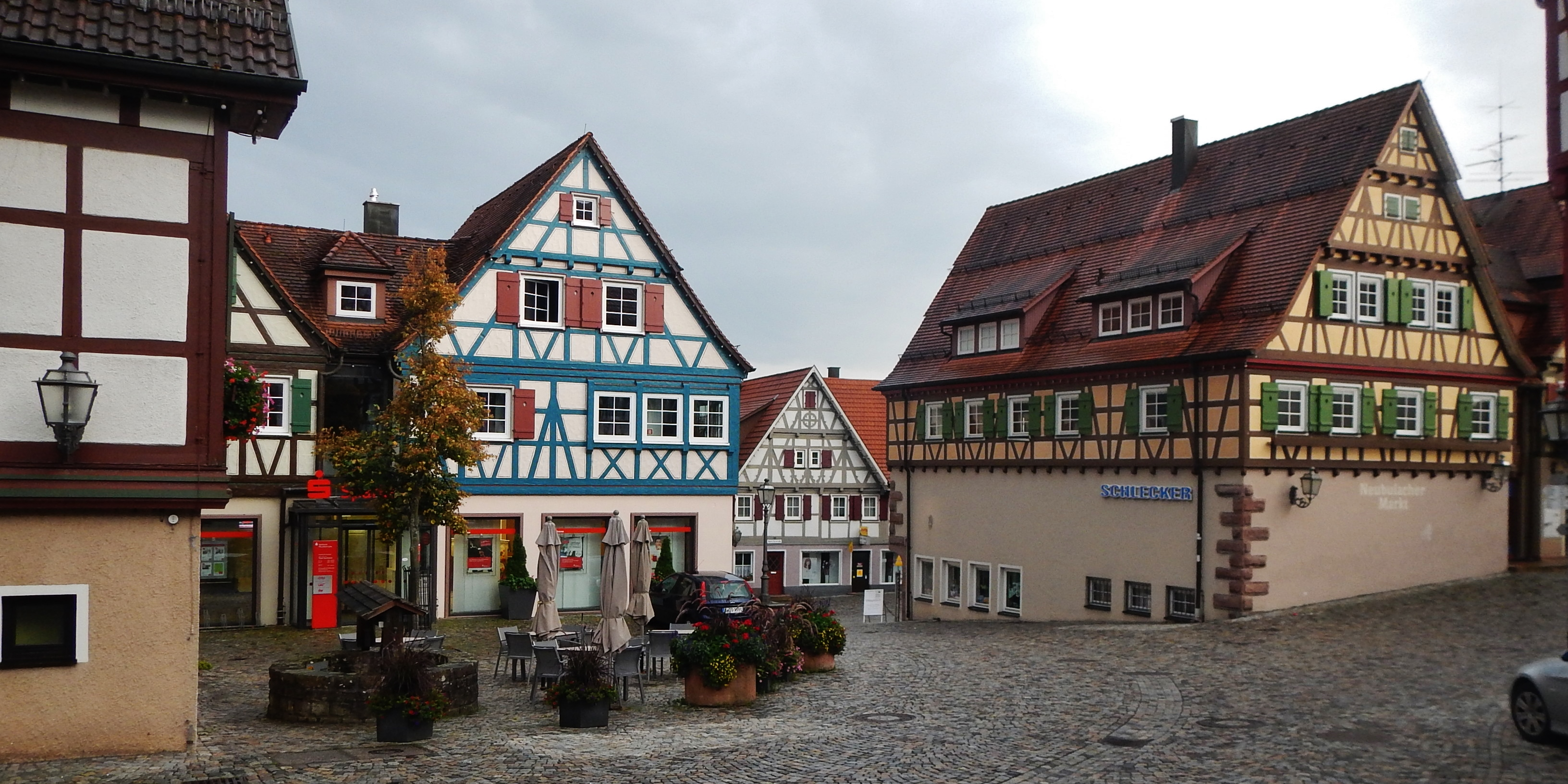
Фахверковые дома на рыночной площади
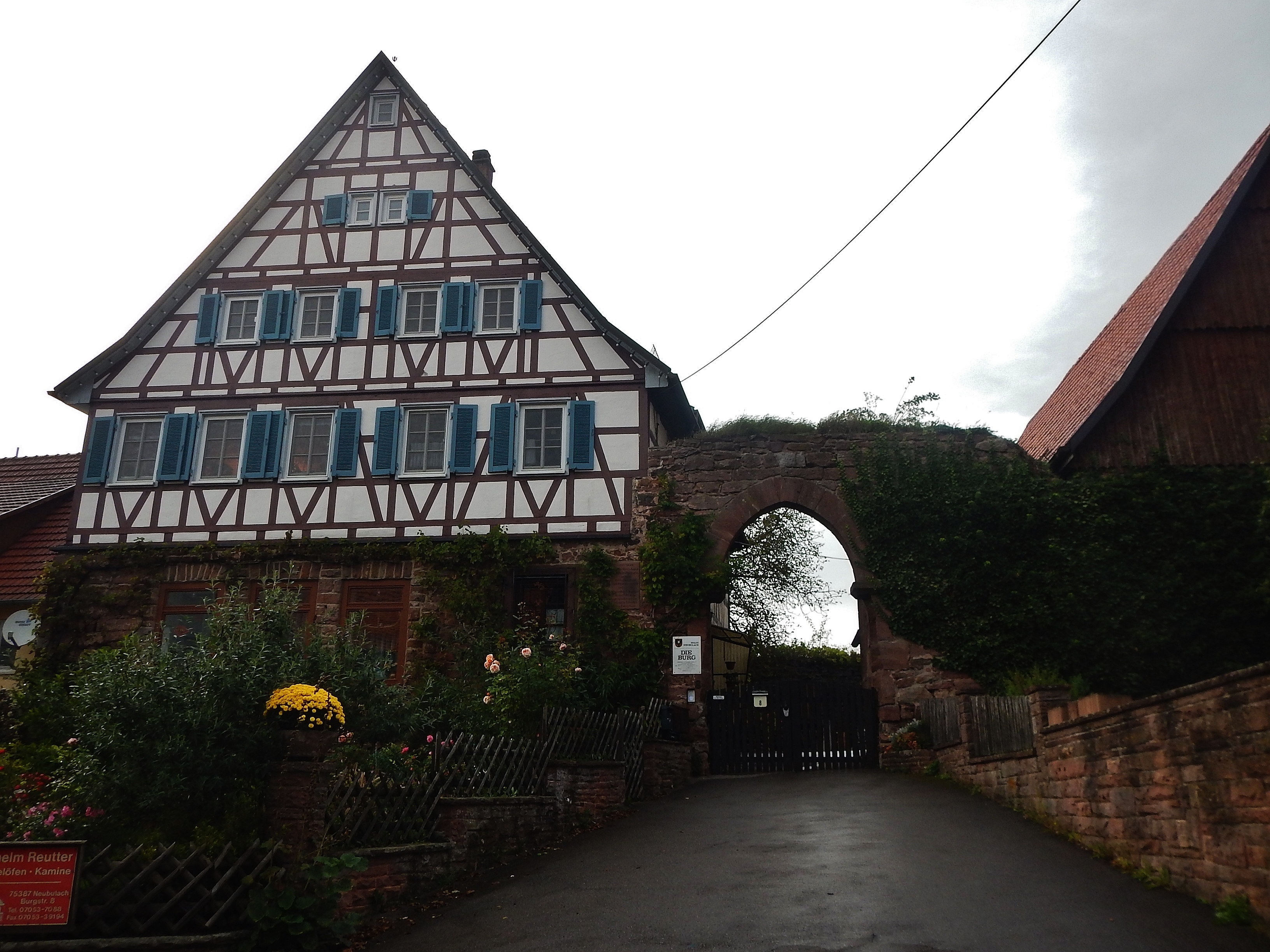
Бывшая крепость
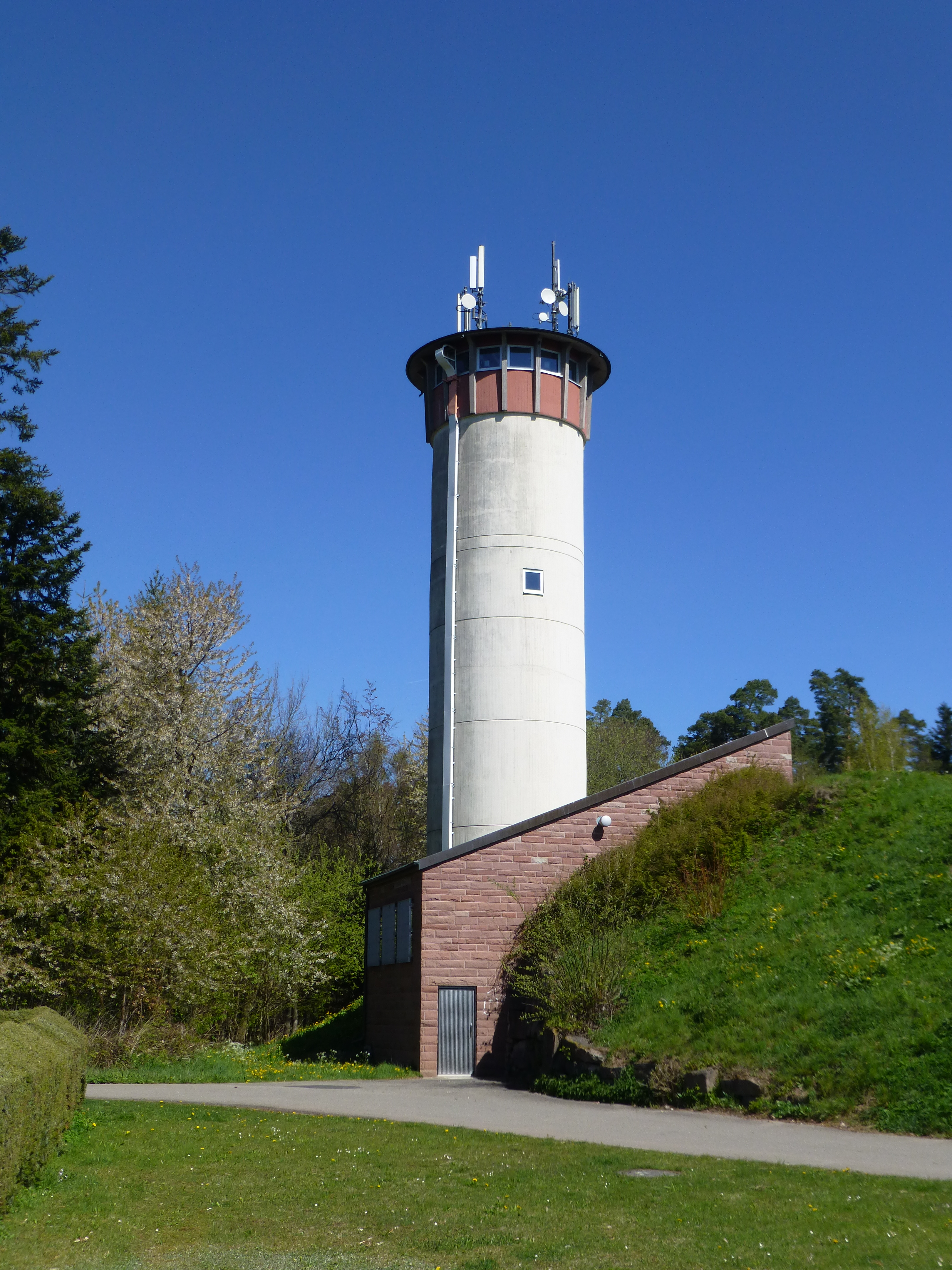
Водонапорная башня – символ Либельсберга

### Церкви
- Евангельская церковь Святого Маврикия[нем.], Альтбулах (романика, готика)[18]
- Евангельская церковь Варфоломея, Либельсберг[19]
- Евангельская церковь, Мартинсмос (раньше церковь Святого Конрада, романика)[20]
- Евангельская церковь Нойбулах (раньше церковь Святого Йодока и Святой Марии, романика, готика)[21]
- Евангельская церковь Варфоломея[нем.], Оберхаугштет (романика, готика)[22]

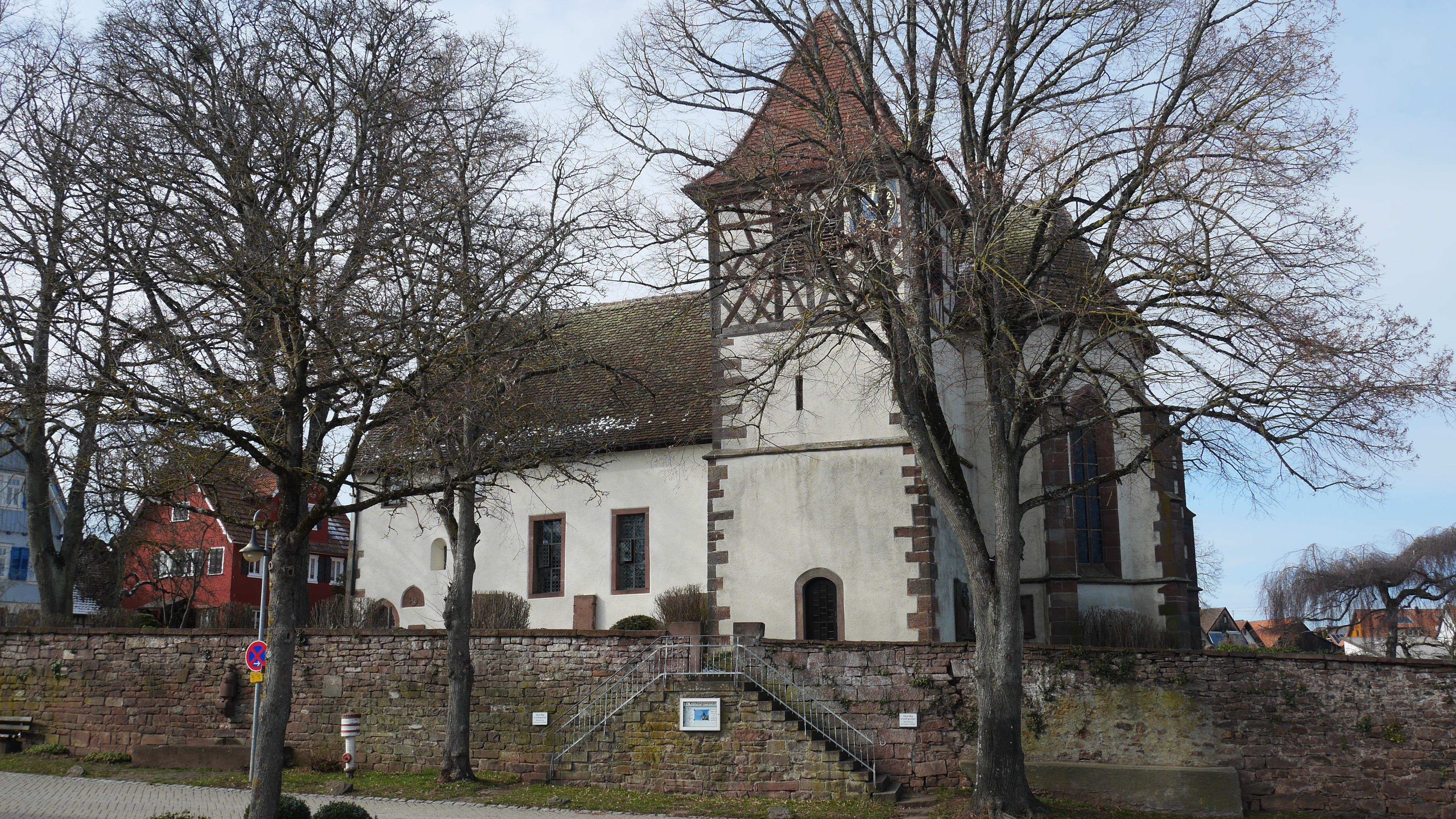
Евангельская церковь Святого Маврикия, Альтбулах
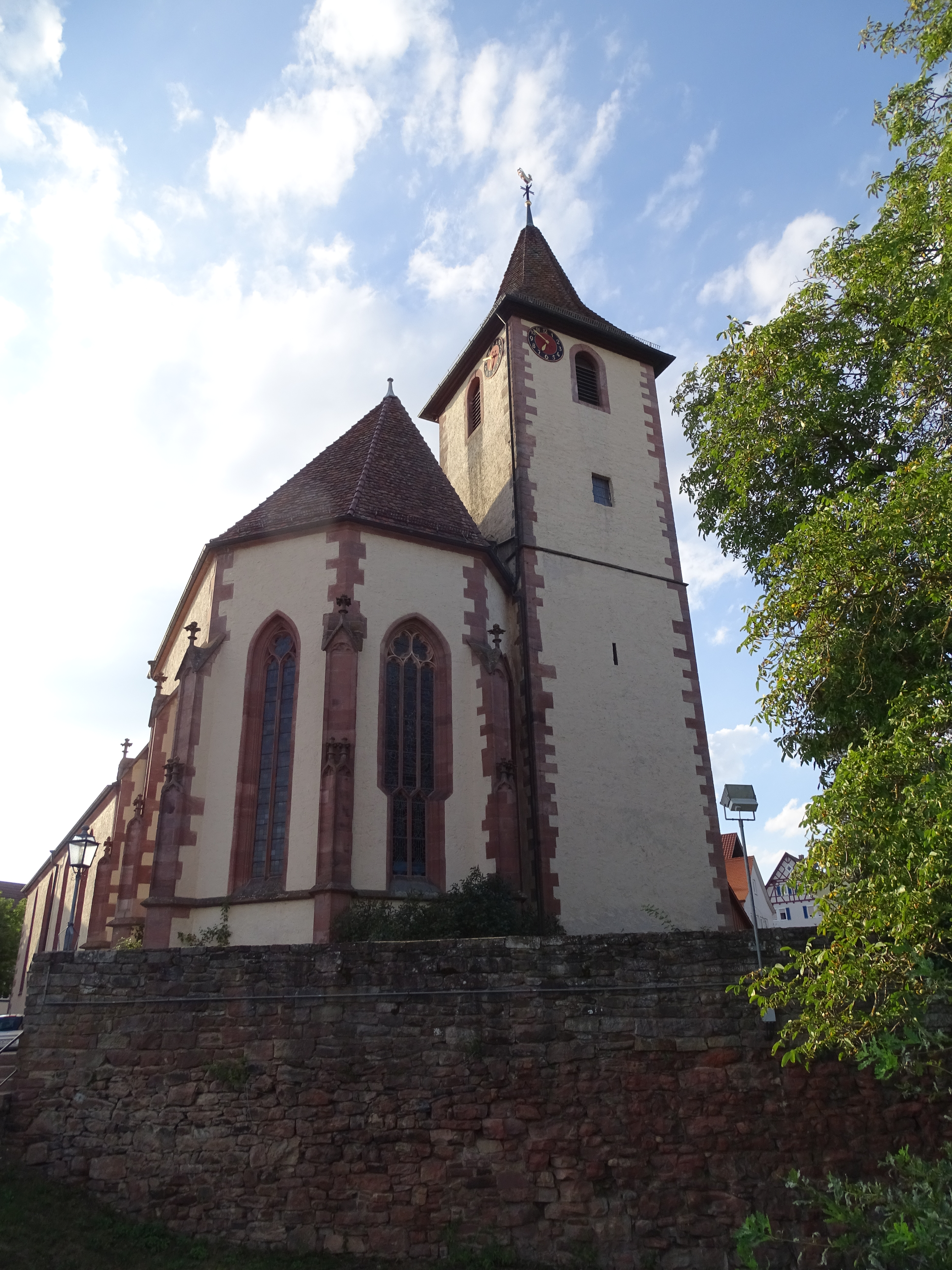
Евангельская церковь Нойбулах
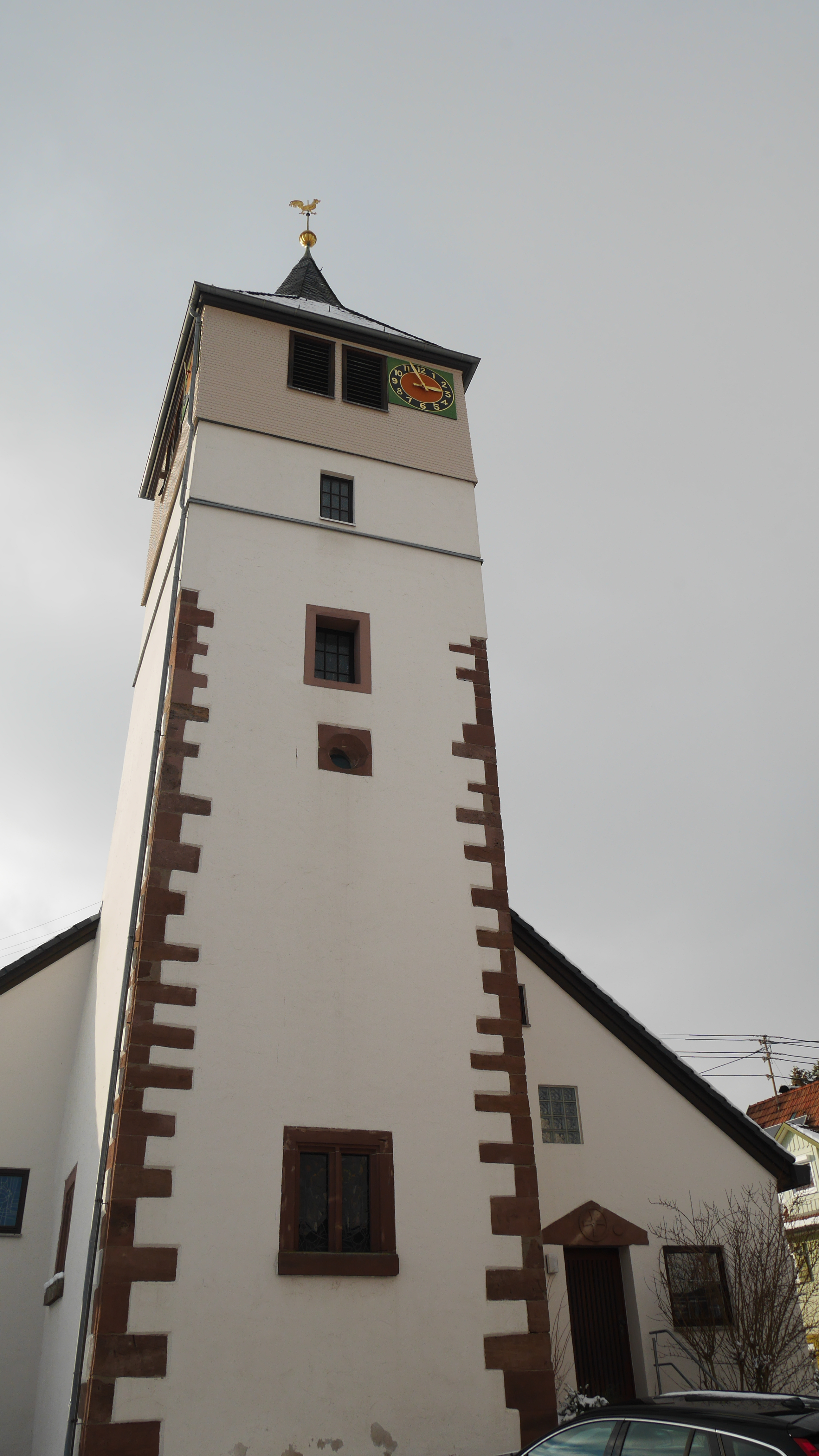
Евангельская церковь Варфоломея, Оберхаугштет

### Парки и пруды
Маленький курортный парк находится напротив площадки для мини-гольфа и пруда с лилиями. Есть бассейн для ног и ванночка для рук (корыто) по Кнейпу. Также есть небольшой спортивный комплекс c деревянными балками, над которым можно делать упражнения и площадка для игры в шахматы. 

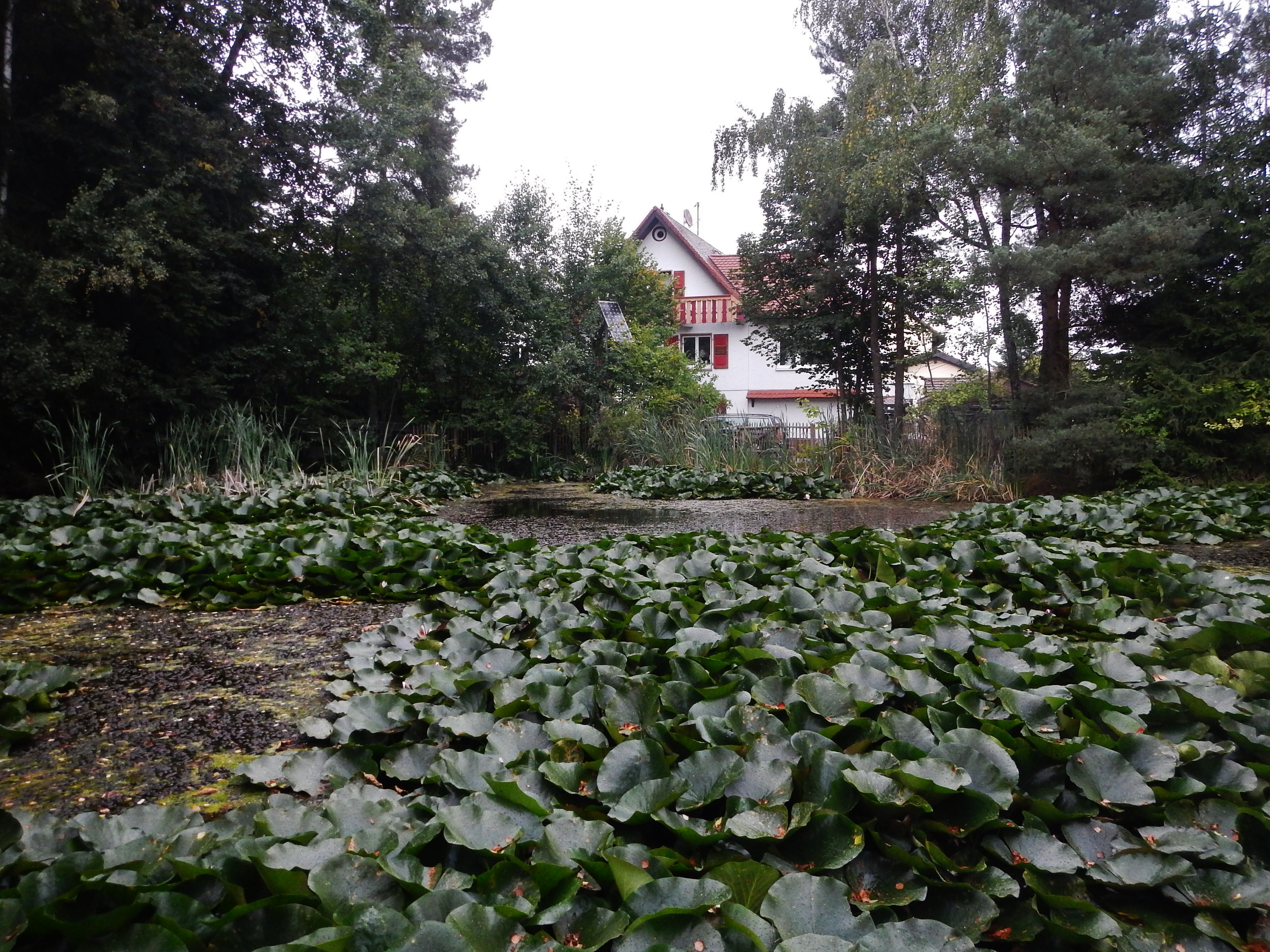
Пруд с лилиями имени Хьюго Виланда

## Образование

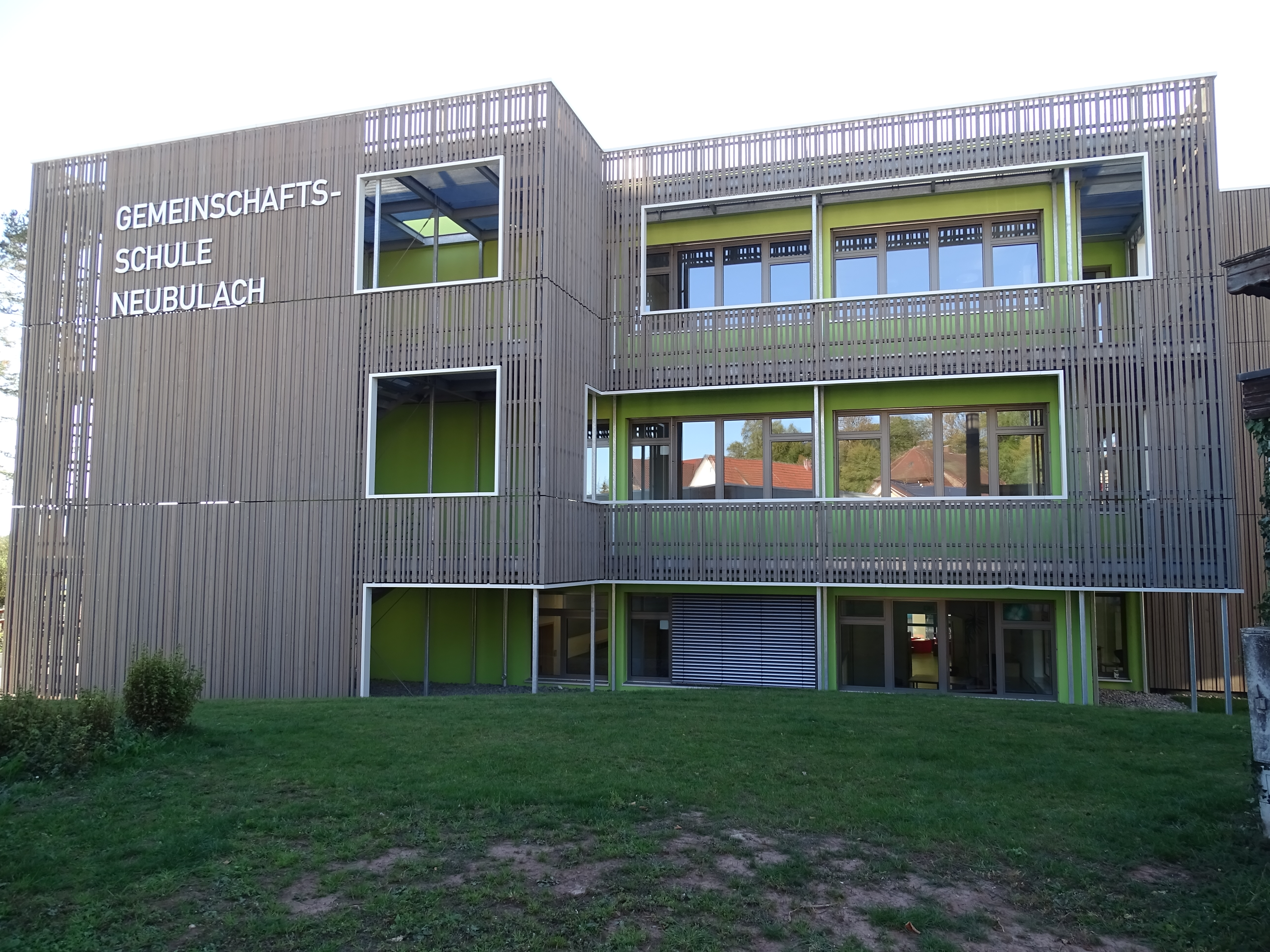
Gemeinschaftsschule

### Дошкольное образование[23]
- Детские ясли Либельсберг, Нойбулах, Оберхаугштет
- Детский сад Алтьбулах, Либельсберг, Нойбулах и Оберхаугштет
- Детский сад на природе, Мартинсмос

### Школы[24]
- Школа Матильде (нем. Mathildenschule, с первого до второго класса), Нойбулах
- Школа совместного обучения (нем. Gemeinschaftsschule, с третьего до десятого класса), Нойбулах

## СМИ
«Amtsblatt Stadt Neubulach» — информационный бюллетень города Нойбулах. Издаётся еженедельно и распространяется на платной основе.
В региональной ежедневной газете «Schwarzwälder Bote» (сокр. Schwabo) также есть новости про Нойбулаха.
«Große Wochenzeitung WOM» — бесплатный еженедельный бюллетень в стиле бульвара для района Кальв.

## Спорт
В Нойбулахе есть спортивный клуб «SC Neubulach 1920 e.V.» с пятью отделами: футбол, теннис, фистбол, бег и спортивная гимнастика. Его членами являются почти 850 человек (по состоянию на март 2020 года).
Отдел футбола был основан в 1920 году под именем « FV Neubulach». Его название теперь «SC Neubulach».
В Оберхаугштете также есть спортивный клуб «TSV Oberhaugstett 1923 e.V.» с отделами лёгкая атлетика, настольный теннис, гимнастика и волейбол.
Есть конный клуб недалеко от шварцвальдовской ветеринарной клиники (нем. Schwarzwald-Tierklinik) и конно-спортивного центра.

## Личности
Почетные граждане
- Юлиус Хойс (также встречается написание Гейс, нем. Julius Heuss, 1832—1907), торговец, предприниматель «Эйнем» (нынче «Красный Октябрь»)
- Фридрих Дус (нем. Friedrich Duss, 1895—1972), предприниматель и основатель компании Friedrich Duss Maschinenfabrik[нем.]
- Альберт Фольц (нем. Albert Volz, 1920—1994), скульптор
- Хьюго Виланд (нем. Dr. Hugo Wieland)

## Памятники
1. В 1905 году в честь Юлиуса Хойса была названа главная улица.[28]
2. Памятный камень Хьюго Виланду установлен возле пруда в курортном парке.